# Light's Diamond Jubilee
Light's Diamond Jubilee (1954) és un especial de televisió de dues hores que es va emetre el 24 d'octubre de 1954 als quatre cadenes de televisió dels Estats Units l'època, DuMont, CBS, NBC i ABC. L'especial va guanyar un Premi Primetime Emmy per Victor Young a la millor música per a una sèrie de varietats o dramàtica.
L'especial va ser produït per David O. Selznick, va tenir set directors i va comptar amb les principals estrelles de l'època. L'especial va ser patrocinat per General Electric en honor al 75è aniversari de la invenció de la bombeta incandescent per Thomas Edison. El 1929, la celebració anterior del "jubileu d'or de la llum" va ser produïda per General Electric i creada pel pioner de relacions públiques Edward Bernays.
L'aparició de Robert Benchley va ser un segment del seu curtmetratge de MGM How to Raise a Baby (1938).

## Estat de l'episodi
Una còpia de la versió de l'emissió de CBS, que mostra un avís de drets d'autor de Selznick Releasing Organization Inc., es troba a la col·lecció de l'UCLA Film and Television Archive. La Biblioteca del Congrés dels Estats Units té còpies disponibles per veure-les amb cita prèvia.